# Бумажные узоры
«Бумажные узоры» (бел. Выцінанка-выразанка) — белорусский короткометражный музыкальный мультфильм, выпущен в 2010 году на киностудии «Беларусьфильм». Режиссёр-постановщик и автор сценария Михаил Тумеля.

## История
Мультфильм снят методом компьютерной перекладки в стилистике вытинанки. Вытинанка (бел. выцінанка), (укр. витинанка) — вид народного декоративного искусства, когда ножом либо ножницами из белой или цветной бумаги вырезаются орнаментальные украшения, ажурные или силуэтные композиции.
В мультфильме использованы кадры документально сюжета 1972 года о белорусском мастере вытинанки Вячеславе Дубинке. Также в мультфильме в роли самого себя появляется и сам Вячеслав Дубинка (1941—2010).
В основу мультфильма легла песня «Жар-Жар» в исполнении этно-трио «Троица».

## Сюжет
Старик со старухой стали уже совсем старыми и, прежде чем умереть, хотели бы успеть женить сына. Тогда они отправляют его искать себе невесту. Идя через лес юноша встречает зайца, который рассказывает, что знает где живёт хорошая девушка. Заяц берёт на себя роль свата и идёт к матери невесты. Женщина та была жадной и соглашается отдать дочку только если у неё двор будет полон живности. Тогда заяц идёт на панский двор и приглашает всех животных на свадьбу. Животные собираются у женщины во дворе и справляется большая свадьба. На четвёртый день женщина выходит во двор — молодые уехали, животные ушли назад к пану, а она осталась одна… Тем временем заяц уже где-то в другом месте работает «сватом»…

## Съёмочная группа
| Режиссёр               | Михаил Тумеля                                           |
| Автор сценария         | Юрий Павловский, Михаил Тумеля                          |
| Художники-постановщики | Анна Емельянова, Михаил Тумеля                          |
| Мультипликаторы        | Елена Артюхова, Максим Король, Ростислав Кресиков и др. |
| Оператор               | Александр Бетев                                         |
| Музыка                 | «Троица»                                                |
| Звукорежиссёры         | Андрей Жуков, Евгений Рогозин                           |
| Редактор               | Дмитрий Якутович                                        |
| Директор               | Елена Корзюк                                            |

## Призы
- VII Республиканский фестиваль белорусских фильмов (Брест) — диплом «За верность национальным традициям».
- ІI Минский международный фестиваль цифрового искусства «Terra Nova» (Минск) — приз в номинации «Лучшая анимация».
- Международный фестиваль анимационных фильмов Tindirindis (Вильнюс) — приз в номинации «За использование фольклора».
- XIII Международный фестиваль анимационных фильмов «Анимаёвка-2010» (Могилёв) — диплом в номинации «Лучшее изобразительное решение»[5].